# كلية العلوم التطبيقية بعبري
كلية العلوم التطبيقية بعبري هي واحدة من الكليات الست الخاضعة لإشراف وزارة التعليم العالي في سلطنة عمان، تقع في ولاية عبري في محافظة الظاهرة.

## البرامج والأقسام الأكاديمية
البرامج الأكاديمية:
- برنامج بكالوريوس التصميم
- برنامج بكالوريوس تقنية المعلومات
- برنامج الدبلوم
- برنامج السنة التأسيسية

الأقسام الأكاديمية:
- قسم التصميم
- قسم تقنية المعلومات
- قسم اللغة الإنجليزية
- قسم المتطلبات العامة